# Algyroides marchi
Algyroides marchi је гмизавац из реда Squamata.

## Угроженост
Ова врста се сматра угроженом.

## Распрострањење
Ареал врсте је ограничен на једну државу. 
Шпанија је једино познато природно станиште врсте.

## Станиште
Станишта врсте су шуме и планине. 
Врста је по висини распрострањена од 700 до 1700 метара надморске висине.